# NGC 491A
NGC 491A (другие обозначения — ESO 352-46, MCG −6-4-8, AM 0117-340, PGC 4809, PGC 4799) — спиральная галактика с перемычкой (SBd) в созвездии Скульптор.
Этот объект не входит в число перечисленных в оригинальной редакции «Нового общего каталога» и был добавлен позднее.
Галактика низкой поверхностной яркости в инфракрасном диапазоне. Чаще всего такие галактики небольшого размера, однако NGC 491 достаточно крупная. 